# Котрочень (дворец)
Котрочень (рум. Palatul Cotroceni) — дворец в Бухаресте, служащий резиденцией президента Румынии. Расположен на одноименном холме по адресу Bulevardul Geniului, nr. 1. Построен в брынковянском стиле.
В 1679 на территории нынешнего дворца по распоряжению князя Щербана Кантакузина был построен монастырь, рядом с которым в 1883—1888 был построен дворец для короля Кароля I французским архитектором Полем Готтеро. После падения монархии в 1949 в здании разместился Дворец пионерии, а с 1977 отреставрированное и достроенное после землетрясения Николае Владеску здание по распоряжению Николае Чаушеску служило резиденцией для иностранных высоких гостей. В 1985 были разобраны остатки монастыря. После свержения Чаушеску с 1991 здание стало резиденцией президента. Помимо этого, в нём расположен музей.

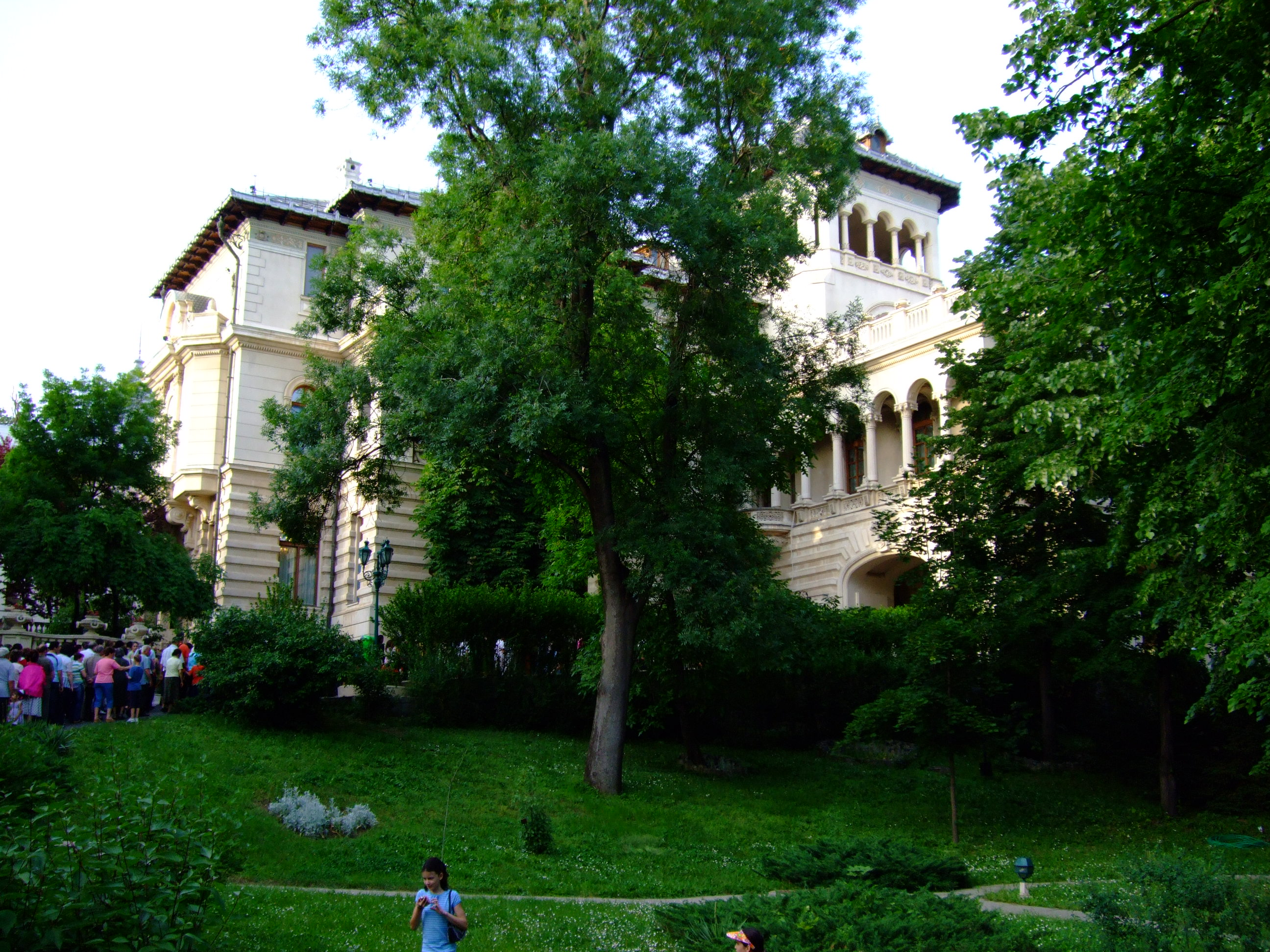
Общий вид
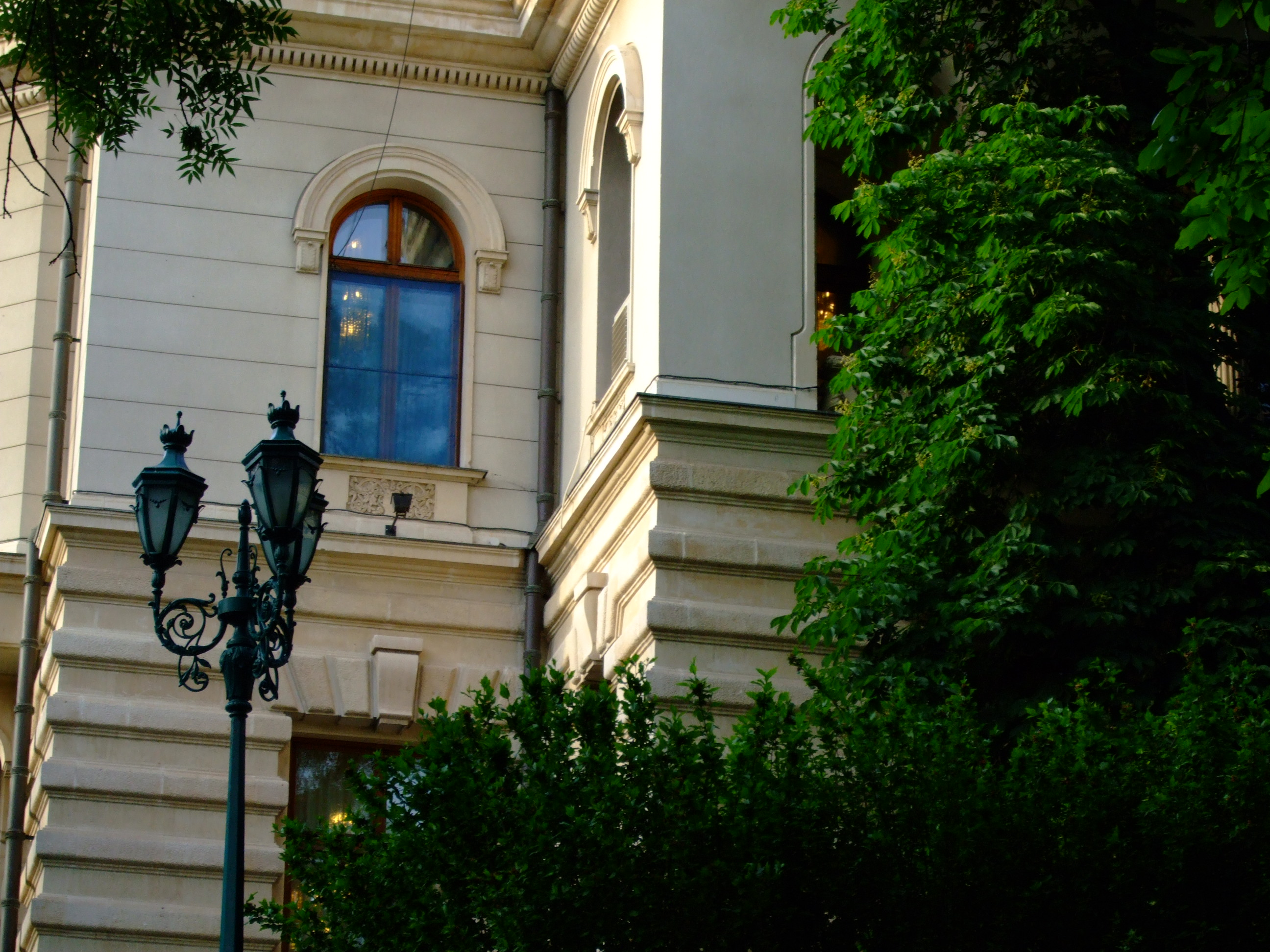
Детали фасада
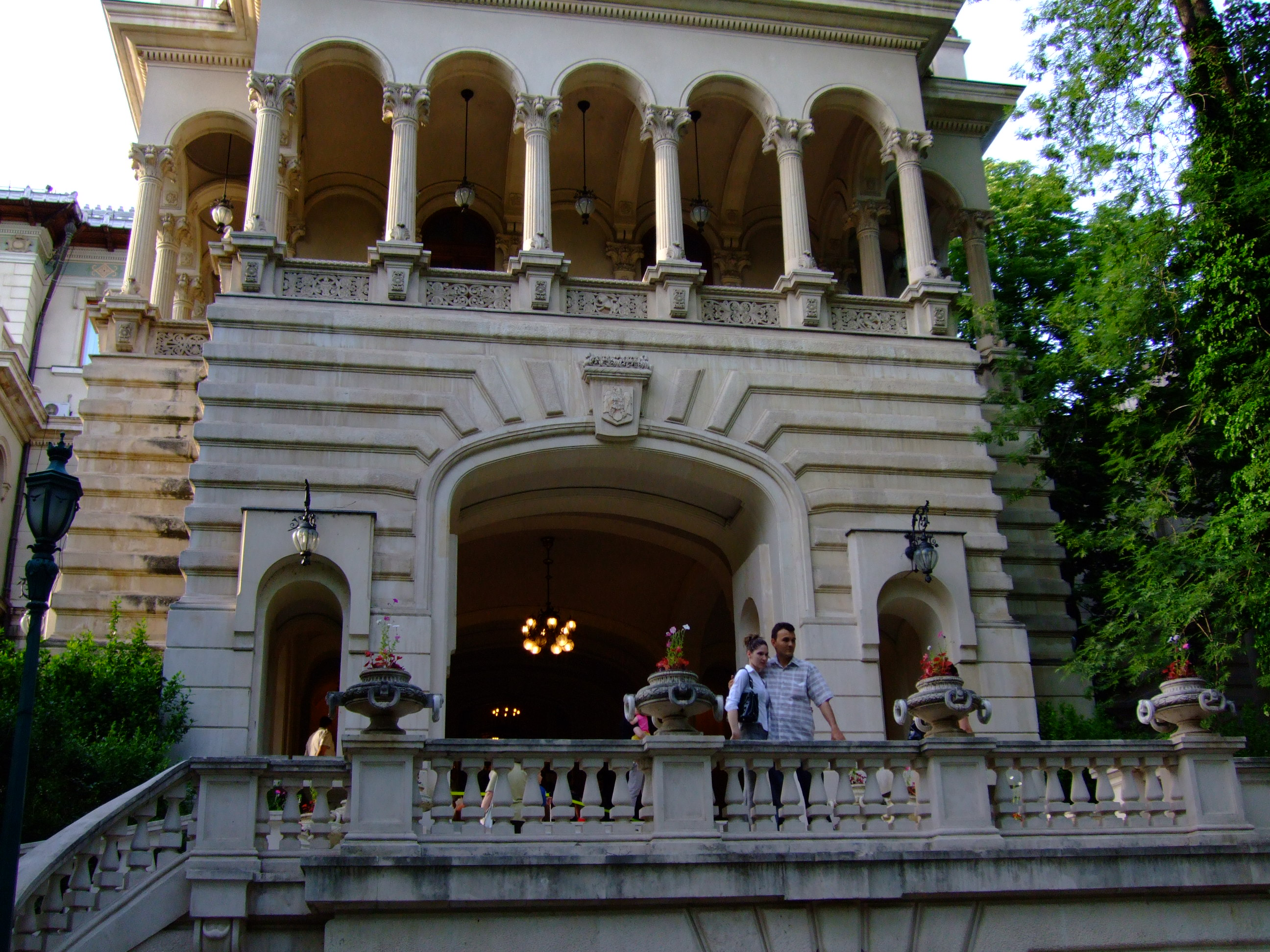
Балкон главного фасада
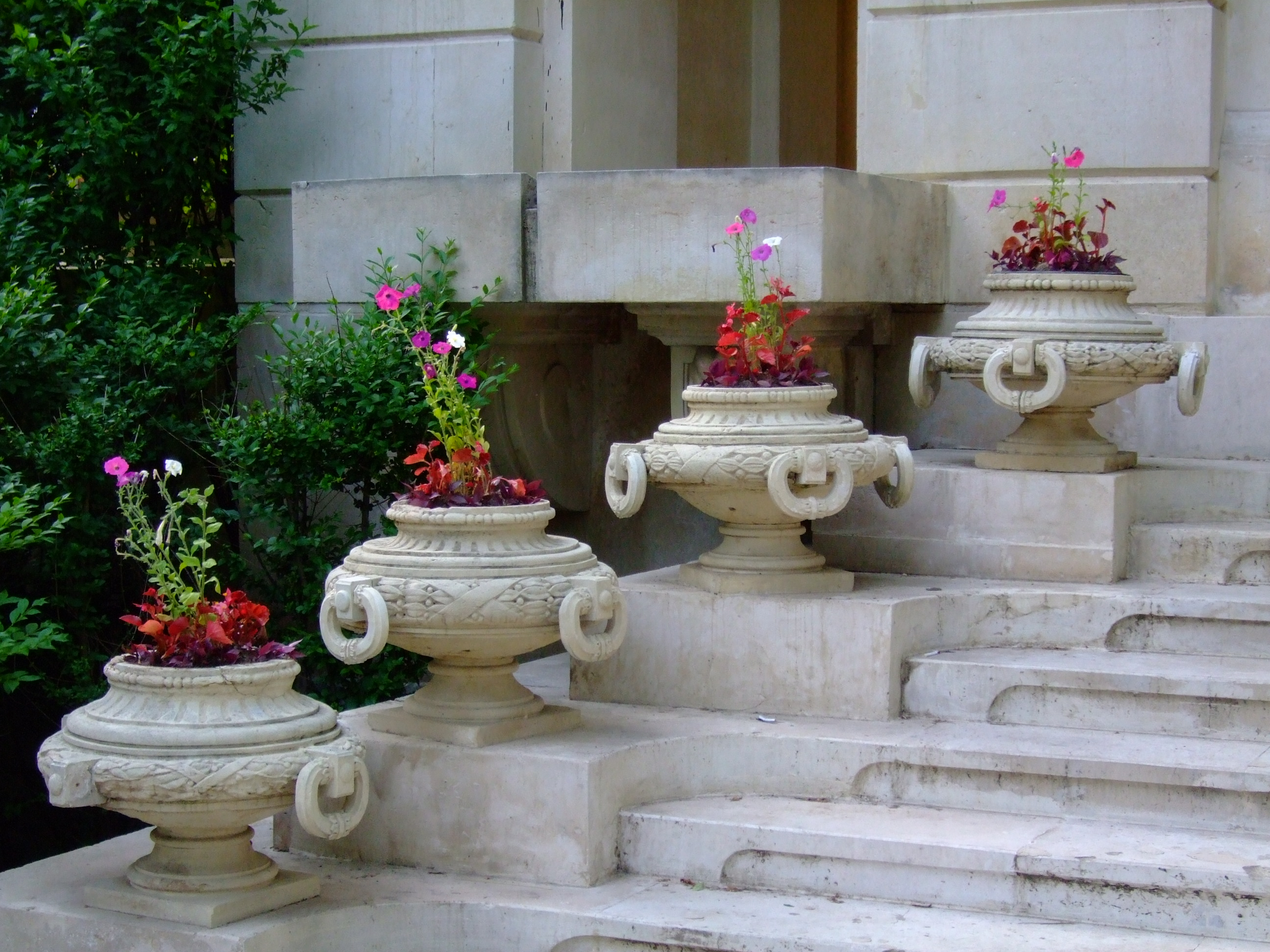
Крыльцо
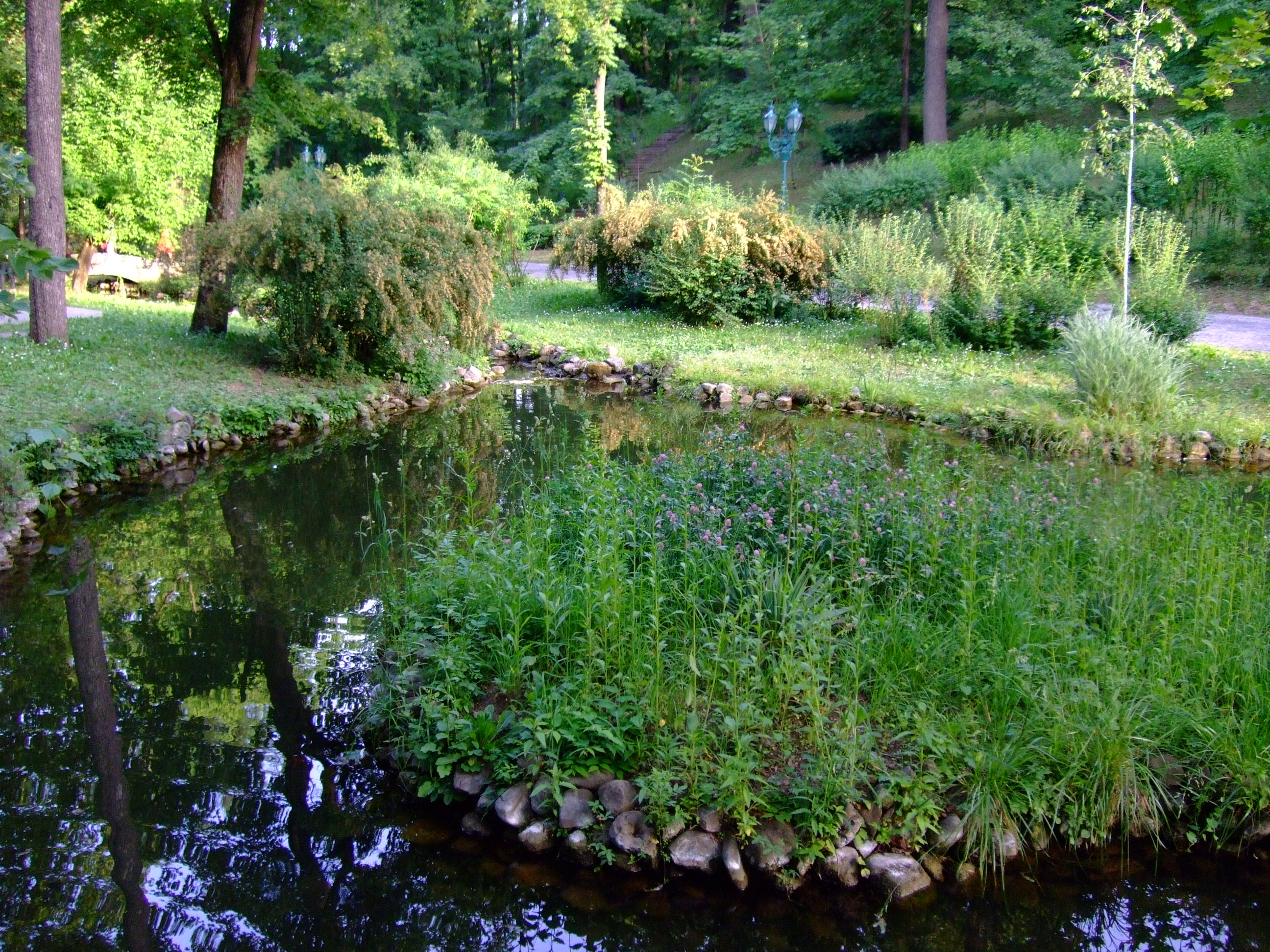
Пруд в парке
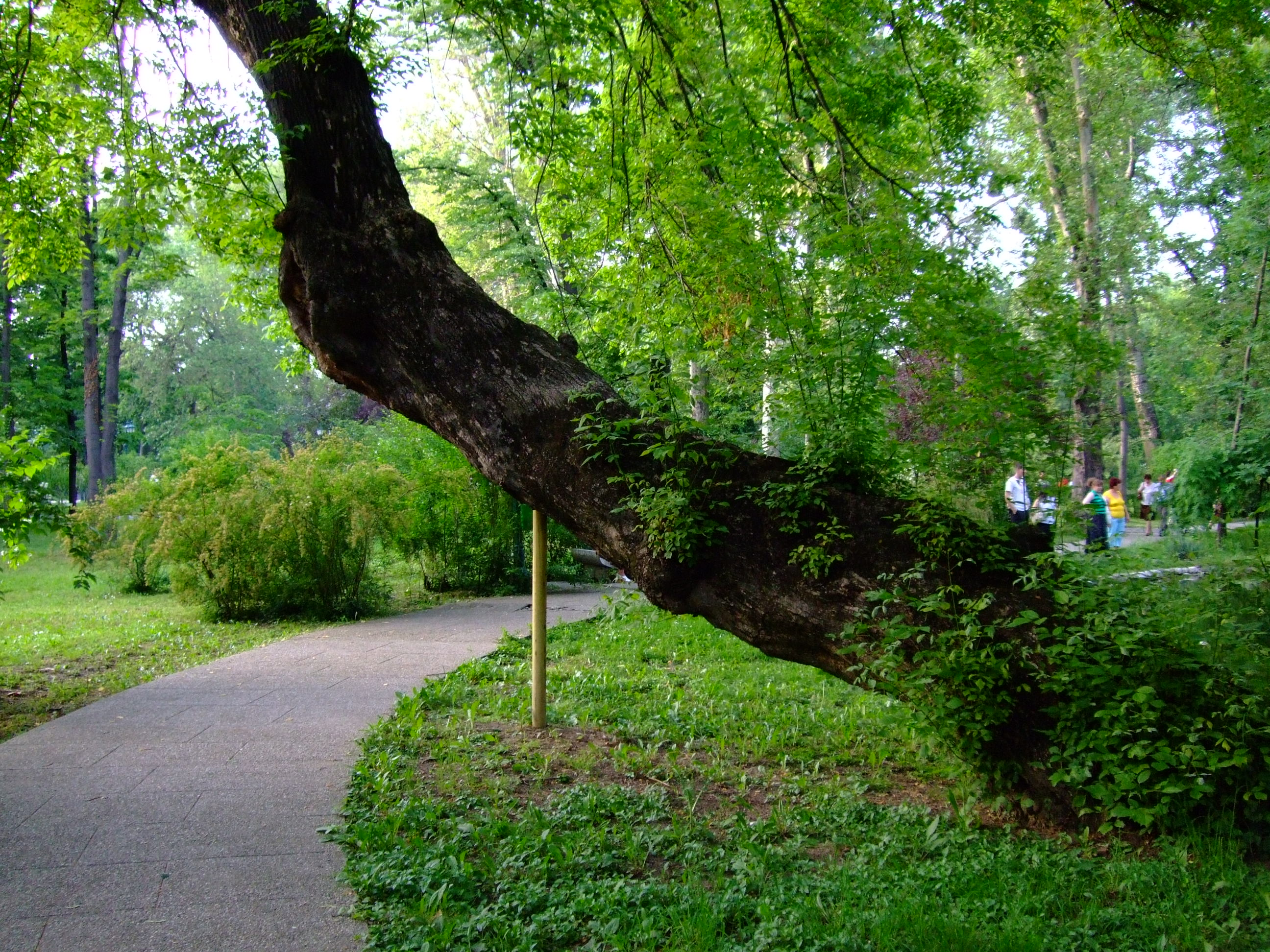
Дворцовый парк
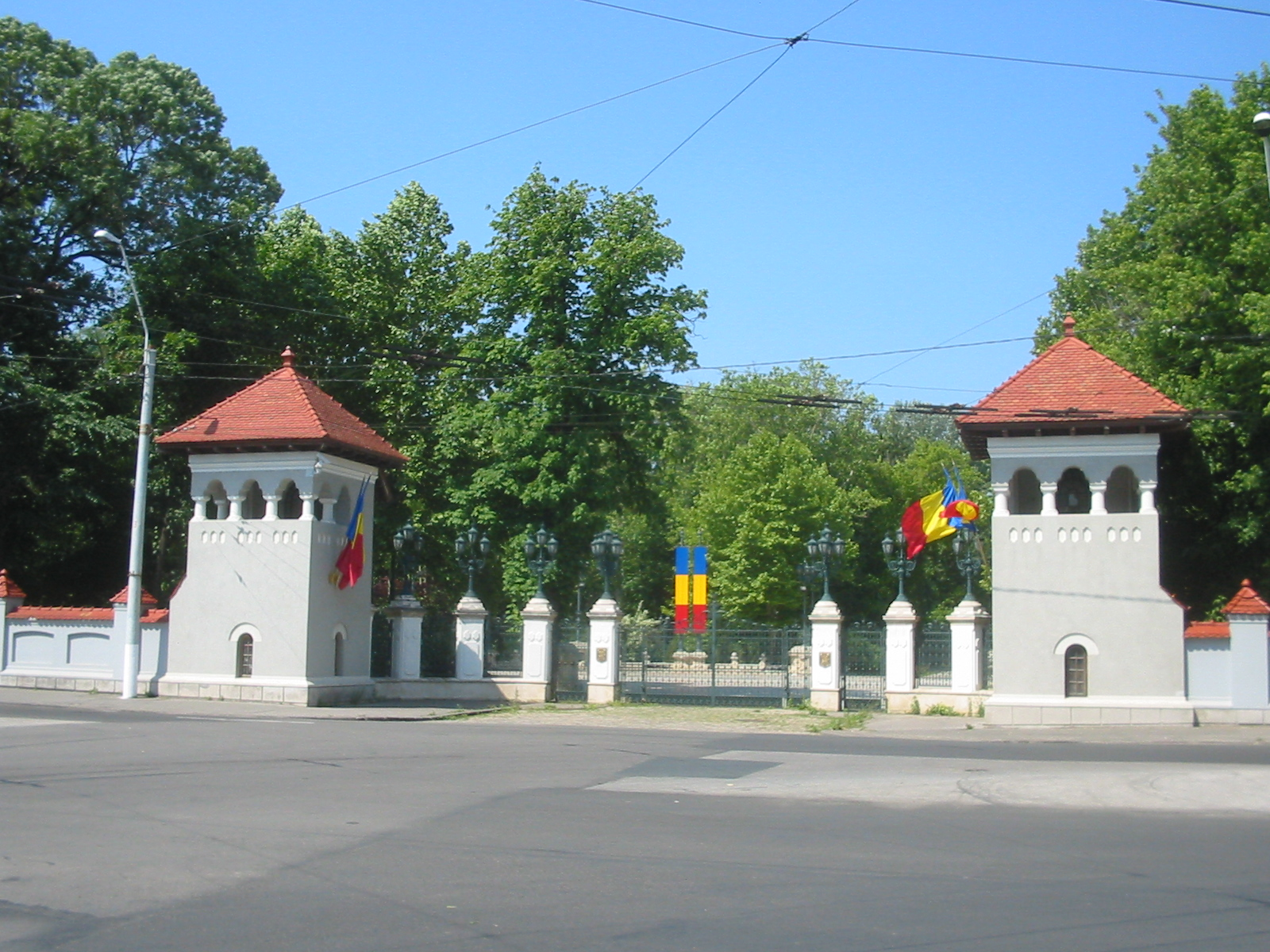
Въездные ворота дворца